# Доллар Малайи и Британского Борнео
Доллар Малайи и Британского Борнео (также известный в Малайе как ринггит) — денежная единица Малайи, Сингапура, Саравака, Британского Северного Борнео и Брунея с 1953 по 1967 годы.
В 1951 году королевская колония Сингапур, Малайская Федерация, королевская колония Британское Северное Борнео, королевская колония Саравак и государство Бруней заключили серию соглашений, в соответствии с которыми с 1 января 1952 года учреждался единый эмиссионный орган — Совет уполномоченных по денежному обращению в Малайе и Британском Борнео. Совет стал выпускать доллар Малайи и Британского Борнео. Эта денежная единица продолжала использоваться в Малайской Федерации после обретения ею независимости в 1957 году, и в Малайзии после её создания в 1963 году, а также в Сингапуре после его выделения в 1965 году. С 12 июня 1967 года Малайзия, Сингапур и Бруней стали использовать собственные денежные единицы, однако доллар Малайи и Британского Борнео оставался в обращении до 16 января 1969 года.
Совет уполномоченных по денежному обращению в Малайе и Британском Борнео был официально распущен 30 ноября 1979 года.